# Maxim Veys
Maxim Veys, né le 7 mai 1987 à Gand, est un homme politique belge, membre de Vooruit.

## Biographie
Maxim Veys nait le 7 mai 1987 à Gand.
Lors des élections régionales de 2019, il est élu député au Parlement flamand.